# Kirkjufellsfoss
Der Kirkjufellsfoss ist ein pittoresker Wasserfall im Westen von Island.
Er liegt 1,5 km südlich des namensgebenden Berges und 2,5 km westlich vom Ort Grundarfjörður an der Nordküste der Halbinsel Snæfellsnes. Der Fluss Kirkjufellsá stürzt in zwei Stufen um insgesamt 16 Meter in die Tiefe. Kurz danach mündet sie in eine Bucht des Grundarfjörður. Die Bucht ist seit 1986 durch einen Damm fast abgesperrt, über den der Snæfellsnesvegur  führt. Oberhalb des Wasserfalls steht noch die alte Brücke aus dem Jahr 1955.